# لوكاس كالابريس
لوكاس كالابريس (بالإسبانية: Lucas Calabrese)‏ هو ربان ‏ أرجنتيني، ولد في 12 ديسمبر 1986 في فلوريدا في الأرجنتين.

## وصلات خارجية
- لوكاس كالابريس على موقع الاتحاد الدولي للملاحة الشراعية (موقع جديد) (الإنجليزية)
- لوكاس كالابريس على موقع الاتحاد الدولي للملاحة الشراعية (موقع قديم) (الإنجليزية)
- لوكاس كالابريس على موقع اللجنة الأولمبية الدولية (الإنجليزية)
- لوكاس كالابريس على موقع أوليمبيديا (الإنجليزية)
- لوكاس كالابريس على موقع اللجنة الأولمبية الأرجنتينية (الإسبانية)